# Konstantin Łuniow
Konstantin Fiodorowicz Łuniow (ros. Константи́н Фёдорович Лунёв, ur. 21 sierpnia?/3 września 1907 w Gawriłow-Jamie, zm. w czerwcu 1980 w Moskwie) – radziecki działacz partyjny i państwowy, I zastępca przewodniczącego KGB (1954–1959), p.o. przewodniczącego KGB (1958).

## Życiorys
Syn włókniarza, od VIII 1926 w WKP(b). Od III 1928 przedstawiciel gubernialnego komitetu Komsomołu w gubernialnym związku zawodowym włókniarzy w Jarosławiu, od XII 1929 instruktor KC związku zawodowego włókniarzy, od IV 1931 zastępca kierownika wydziału KC tego związku, w latach 1934–1937 kierownik sektora kadr Głównego Zarządu Przemysłu Lnianego Ludowego Komisariatu Przemysłu Lekkiego ZSRR. Od 1937 do 1940 uczył się w Akademii Przemysłowej, a w 1941 w Instytucie Tekstylnym w Moskwie. Następnie na partyjnej robocie w obwodzie moskiewskim, instruktor ds. tekstylnych i przemysłu lelkkiego obwodowego komitetu partyjnego, od III 1942 sekretarz miejskiego komitetu partyjnego w Sierpuchowie ds. kadr, od VIII 1942 I sekretarz miejskiego komitetu WKP(b) w Pawłowskim Posadzie, od XI 1946 zastępca kierownika wydziału kadr, od XI 1948 kierownik wydziału administracyjnego, a od V 1953 administracyjnych i handlowo-finansowych organów MK WKP(b)/KPZR. Od 1953 pułkownik bezpieczeństwa państwowego. W okresie 27 VI – 30 VII 1953 naczelnik 9 Departamentu MWD ZSRR, od 30 VII 1953 do 13 III 1954 I zastępca ministra spraw wewnętrznych ZSRR. W okresie 13 III 1954 – 31 VIII 1959 I zastępca przewodniczącego KGB przy Radzie Ministrów ZSRR. 31 maja 1954 mianowany generałem majorem. od 10 do 25 XII 1958 p.o. przewodniczący KGB przy Radzie Ministrów ZSRR. 31 VIII 1959 - 12 IV 1960 przewodniczący KGB Kazachskiej SRR. Odznaczony Orderem Czerwonego Sztandaru (1957), Orderem Czerwonej Gwiazdy i 10 medalami.